# Sobekneferu
Sobekneferu, alternativ stavning Neferusobek med varianter, var egyptisk faraon, och den sista härskaren av Egyptens tolfte dynasti. Hon regerade från 1798/1797 till 1794/1793 f.Kr.. Hennes namn betyder "Sobeks skönhet". Hon var möjligen syster till farao Amenemhat IV, som hon efterträdde på tronen. Hon är den första kvinnliga faraon som finns säkert bekräftad.

## Biografi
Sobekneferu var dotter till farao Amenemhet III, och drottning Aat. Hon hade en äldre syster, prinsessan Neferuptah, som tycks ha betraktats som sin fars tronföljare, men som avled före deras far. 
Hennes far efterträddes av Amenemhat IV, vars släktskap till honom är oklar: det noteras dock, att Sobekneferu, under sin regeringstid, aldrig antog titlarna "drottning" eller "Kungens Syster", som hon kunde ha förväntas göra om hon vore hans hustru och syster, utan endast kallade sig "Kungens dotter". 
När Amenemhat IV avled barnlös efter nio års regering, efterträdde Sobekneferu honom på tronen. Hon är den första säkert bekräftade kvinnliga faraon. Hon ska ha regerat i tre år, tio månader och 24 dagar. Hennes regeringstid avslutade Egyptens storhetstid under det Mellersta riket. 
Sobekneferu avled barnlös och efterträddes av en period av interregnum och upplösning av Egypten under Egyptens trettonde dynasti.
Hennes pyramid påbörjades antagligen bredvid Amenemhat IV:s i Mazghuna nära huvudstaden Memfis. Hennes grav har inte hittats, däremot har många statyer av henne återfunnits, av vilka de flesta är huvudlösa.